# Euphrasia reayensis
Euphrasia reayensis är en snyltrotsväxtart som först beskrevs av Herbert William Pugsley, och fick sitt nu gällande namn av Peter Derek Sell. Euphrasia reayensis ingår i släktet ögontröster, och familjen snyltrotsväxter. Inga underarter finns listade i Catalogue of Life.